# Karnezeika
Karnezeika (en grec moderne  Καρνεζαίικα) est un village grec du Péloponnèse situé dans la région d'Argolide. Karnezeika comptait 147 habitants permanents en 2001.